# Linea di successione al trono di Oldenburgo

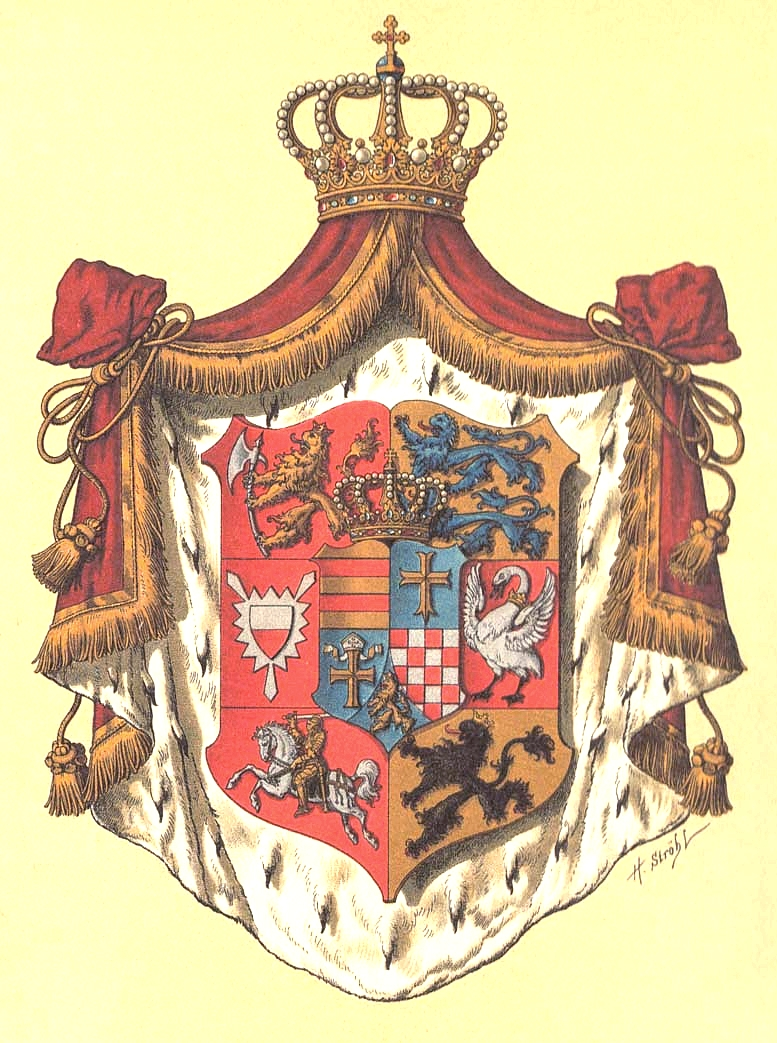
Stemma del Granducato di Oldenburgo.

La linea di successione al trono di Oldenburgo segue il criterio della legge salica.
La famiglia granducale di Oldenburgo è un ramo cadetto della Casa di Holstein-Gottorp. Ha regnato sul Granducato di Oldenburgo fino al 1918 quando l'ultimo granduca, Federico Augusto II, fu costretto ad abdicare al termine della prima guerra mondiale. L'attuale capo della casa è Antonio-Günther di Oldenburgo, nato nel 1923.
L'11 agosto 1903 lo zar Nicola II di Russia rinunciò ai propri diritti ed a quelli della famiglia imperiale russa (la Casa di Holstein-Gottorp-Romanov) in favore di Federico Ferdinando di Schleswig-Holstein-Sonderburg-Glücksburg. Pertanto, se la linea di successione presentata sotto si estinguesse, il titolo di capo della casa e di pretendente al trono passerebbe ai discendenti maschi di Federico di Schleswig-Holstein-Sonderburg-Glücksburg, come stabilito dalla legge di successione del 19 ottobre 1904.

## Linea di successione
La linea di successione al signor duca Cristiano di Oldenburgo, nato nel 1955, è la seguente:
1. Sua altezza il duca Alessandro di Oldenburgo, nato nel 1990, figlio di Cristiano.
2. Sua altezza il duca Filippo di Oldenburgo, nato nel 1991, figlio di Cristiano.
3. Sua altezza il duca Antonio Federico di Oldenburgo, nato nel 1993, figlio di Cristiano.
4. Sua altezza il duca Nicola di Oldenburgo, nato nel 1955, figlio di Pietro.
5. Sua altezza il duca Cristoforo di Oldenburgo, nato nel 1985, figlio di Nicola.
6. Sua altezza il duca Giorgio di Oldenburgo, nato nel 1990, figlio di Nicola.
7. Sua altezza il duca Oscar di Oldenburgo, nato nel 1991, figlio di Nicola.
8. Sua altezza il duca Paolo Vladimiro di Oldenburgo, nato nel 1969, figlio di Federico.
9. Sua altezza il duca Cirillo di Oldenburgo, nato nel 2002, figlio di Paolo Vladimiro.
10. Sua altezza il duca Carlo di Oldenburgo, nato nel 2004, figlio di Paolo Vladimiro.
11. Sua altezza il duca Paolo di Oldenburgo, nato nel 2005, figlio di Paolo Vladimiro.
12. Sua altezza il duca Huno di Oldenburgo, nato nel 1940, fratello di Anton-Günther.
13. Sua altezza il duca Costantino Nicola di Oldenburgo, nato nel 1975, figlio di Giovanni.